# Miloš Grbić
Miloš Grbić, conosciuto negli Stati Uniti d'America come Mike Grbic (in serbo Милош Грбић?; Vrhovine, 18 febbraio 1935 – Darien, 20 novembre 2023), è stato un calciatore jugoslavo, di ruolo difensore.

## Biografia
Nato in Jugoslavia, sposò la compagna delle superiori Ljilja, da cui ebbe due figli. Nel corso della sua carriera sportiva si stabilì negli Stati Uniti d'America, restandovi anche dopo il suo ritiro dal mondo del calcio. A Chicago aprì un locale insieme al suo collega e amico Willy Roy.

## Carriera

### Calciatore
Grbić giocò in patria nel Radnički Niš, ottenendo con il club di Niš da capitano la promozione in massima serie nella Druga Liga 1961-1962.
Nella stagione 1967 si trasferisce in America per giocare nei Chicago Spurs, militanti nella neonata NPSL. Con gli Spurs ottenne il terzo posto nella Western Division.
La stagione seguente Grbić, a seguito del trasferimento degli Spurs a Kansas City, gioca nei Kansas City Spurs con cui giunge alle semifinali della neonata NASL.
Nel 1975 diventa giocatore-allenatore dei Chicago Cats militante nell'American Soccer League. Con i Cats ottiene il terzo ed ultimo posto della Mid-West Division dell'ASL 1975.

### Allenatore
Dal 1980 diventa assistente di Willy Roy ai Chicago Sting, società che vincerà due campionati NASL.
Dopo esser stato licenziato dagli Sting nel giugno del 1986, nel settembre dello stesso anno viene nominato allenatore dei Chicago Shoccers, società iscritta all'American Indoor Soccer Association. Con i Shoccers raggiunse le semifinali dell'AISA 1986-1987, perse contro i futuri campioni dei Louisville Thunder. Al termine della stagione, dopo aver mancato per soli due voti il titolo di miglior allenatore dell'anno della AISA, fu sollevato dall'incarico.
Ha allenato anche lo United Serbs e si è distinto nello sviluppo e promozione del calcio nell'area di Chicago, venendo inserito per questi meriti nell'Illinois Soccer Hall of Fame.